# Lou Geels
Pierre Louis Antonie (Lou) Geels (Rotterdam, 18 maart 1908 – Roelofarendsveen, 8 juni 1979) was een Nederlands acteur.

## Loopbaan
Lou Geels volgde een horecaopleiding, maar begon zijn carrière op 17-jarige leeftijd als danser. Hij reisde de wereld rond als deel van het danspaar 'The Yellows'. Rond dezelfde tijd begon hij ook op het toneel, in onder meer Onder een dak en De schipper van de Neeltje Jacoba. Hij kreeg pas echt landelijke bekendheid als bode Bulthuis in Stadhuis op stelten.
Begin jaren veertig had hij een eigen gezelschap dat cabaret en operette bracht. In die tijd werkte hij onder anderen samen met zijn vrouw Lyla Ebben, illusionist Mabesta en Mary Smith.
In 1951 werd hij gevraagd voor de leiding van het Haagse Gezelschap van Jacques van Bijlevelt. Nadat dit gezelschap na 10 jaar werd opgeheven ging hij zich voornamelijk bezighouden met televisie. 
Vanaf 1961 speelde hij de rol van Bromsnor in Swiebertje. Ook na het beëindigen van de serie in 1975 trad hij nog als Bromsnor op in kinderprogramma’s, waaronder het door hemzelf geschreven toneelstuk Bromsnor slaat een flater, omdat Swiebertje naar het buitenland was vertrokken met een andere zwerver als tegenspeler "Slobbertje" gespeeld door onder anderen Ger Asma en Adrie Dijkhuizen. Ook was hij op de televisie nog te zien in een quiz van Veilig Verkeer Nederland met Martin Brozius.
Hij vierde zijn 40-jarig toneeljubileum op 8 april 1968 in Rijswijk.

## Ziekte en dood
Begin 1979 werd Geels opgenomen in het ziekenhuis waar longkanker werd geconstateerd. Hij verbleef enige maanden in het ziekenhuis. Hij ontving er een grote hoeveelheid post en zijn ziekenhuisopname leidde tot veel media-aandacht. Toen duidelijk werd dat Geels niet beter zou worden, keerde hij terug naar zijn huis in Roelofarendsveen. In juni 1979, enkele dagen voor zijn dood, werd hij benoemd tot Ridder in de Orde van Oranje-Nassau.
Geels overleed op 71-jarige leeftijd en werd begraven in Roelofarendsveen. Veel collega's uit het vak namen afscheid op de begraafplaats. Joop Doderer was voor filmopnamen voor The Human Factor in het buitenland en moest verstek laten gaan.

## Filmografie

### Televisie
- Arme Adam (KRO, 1956/57)
- Het bittere hart (KRO, 1956/57)
- De eerbiedige lichtekooi (VARA, 1956/57)
- Gat in de muur (VARA, 1956/57)
- Portret van een vrouw (AVRO, 1956/57)
- Ten minutes alibi (KRO, 1956/57)
- De weg naar het hart (KRO, 1956/57)
- Diamantstad (VARA, 1957/58)
- Is liefde blind? (KRO, 1957/58)
- De laatste nacht (KRO, 1957/58)
- De opgaande zon (VARA, 1957/58)
- De schipper van de Maartje Jacoba (KRO, 1957/58)
- Wedden mylord? (VARA, 1957/58)
- Ze kregen wat ze wilden (KRO, 1957/58)
- Driestuiversopera (1960/61)
- Swiebertje (serie) (1960-1975) - Bromsnor
- Stadhuis op stelten (1962–1966)
- Drie is te veel (1964/65)
- Dynastie der kleine luyden (1974/75)

### Film
- Dorp aan de rivier (1958)